# Inštitut za operacijske raziskave Ekonomsko-poslovne fakultete v Mariboru
Inštitut za operacijske raziskave deluje v okviru Raziskovalno-izobraževalnega centra Ekonomsko-poslovne fakultete Univerze v Mariboru.